# Listera caurina
Listera caurina là một loài lan bản địa của tây bắc Bắc Mỹ từ Alaska qua tây bắc Thái Bình Dương đến Wyoming.

## Hình ảnh

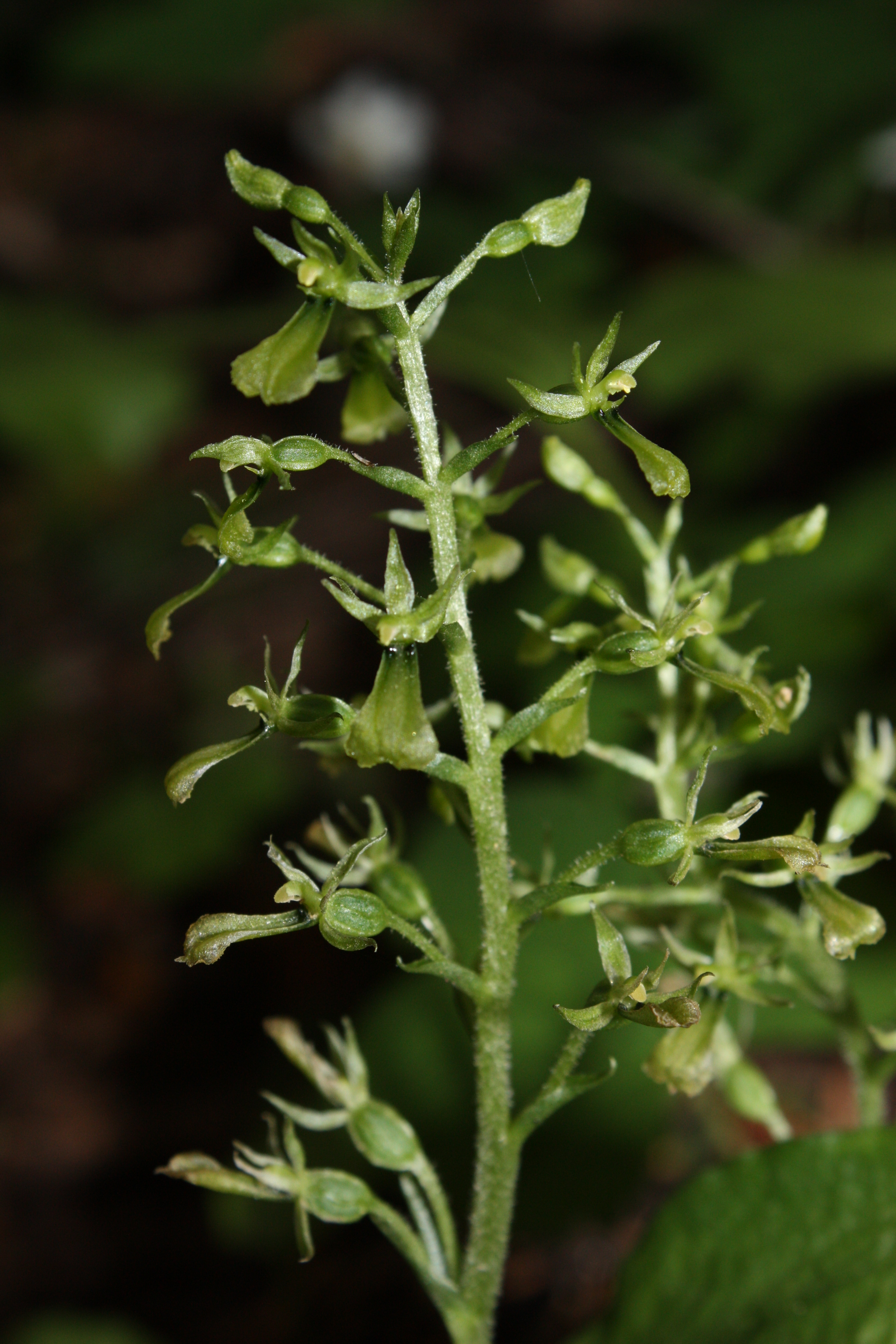
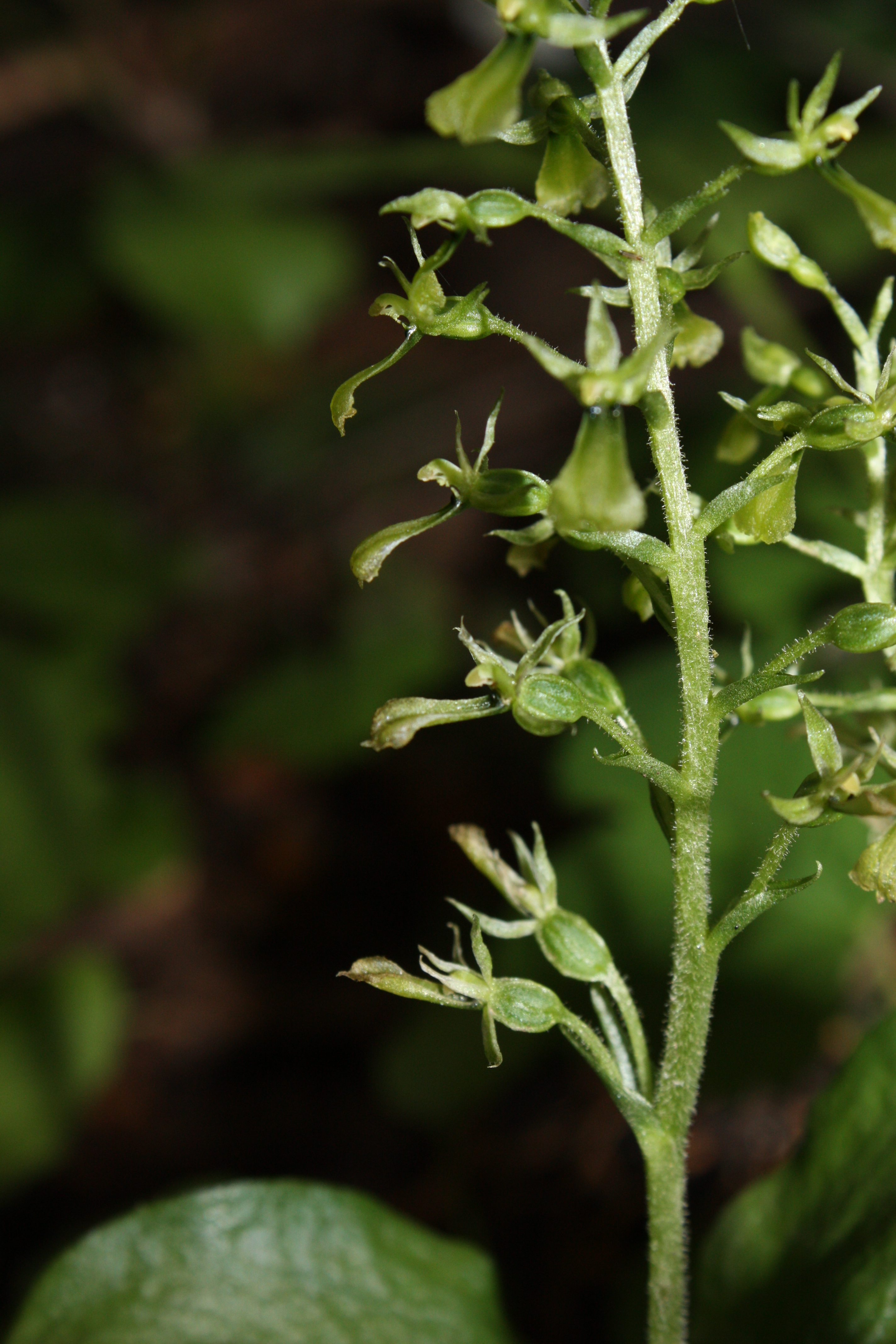
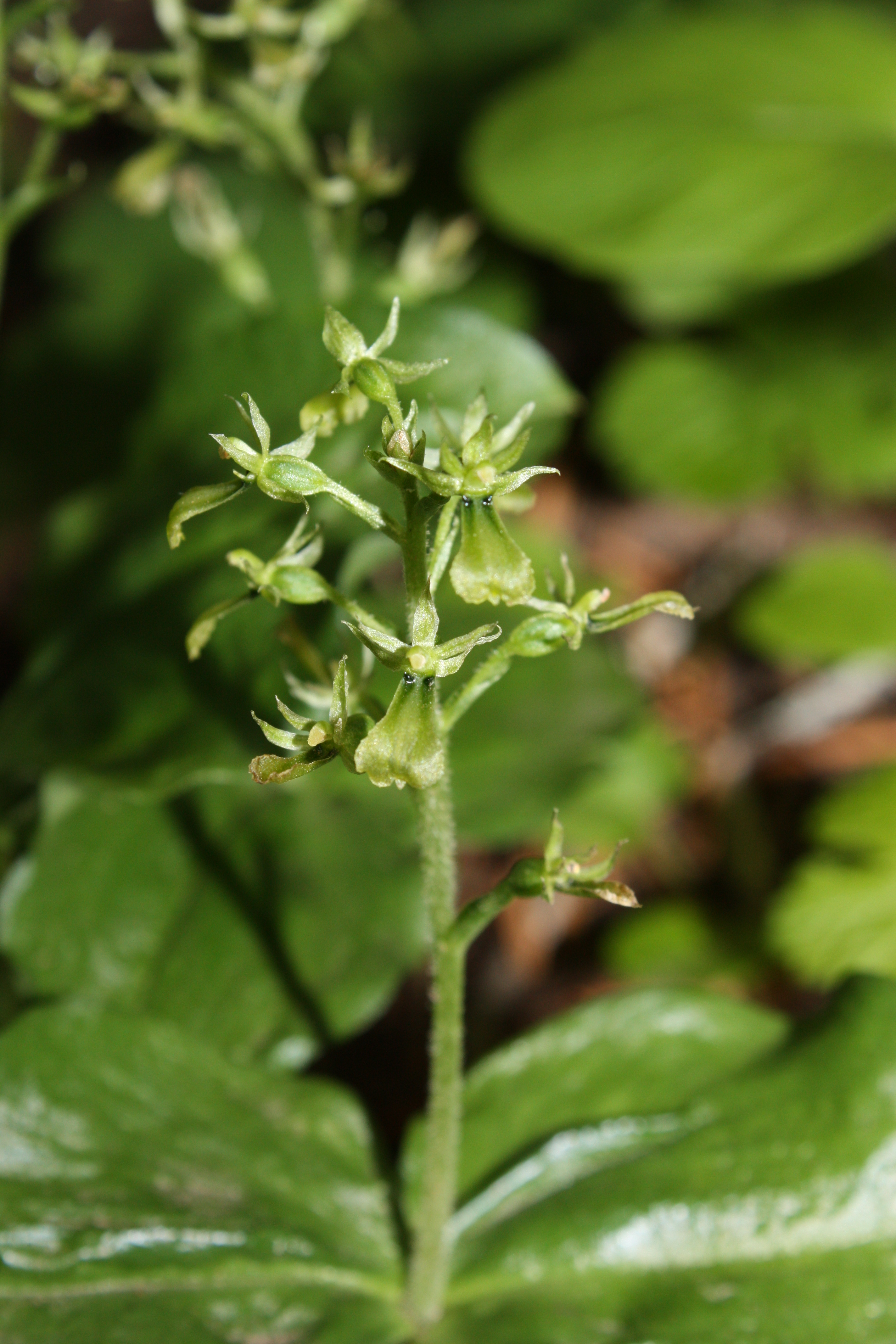
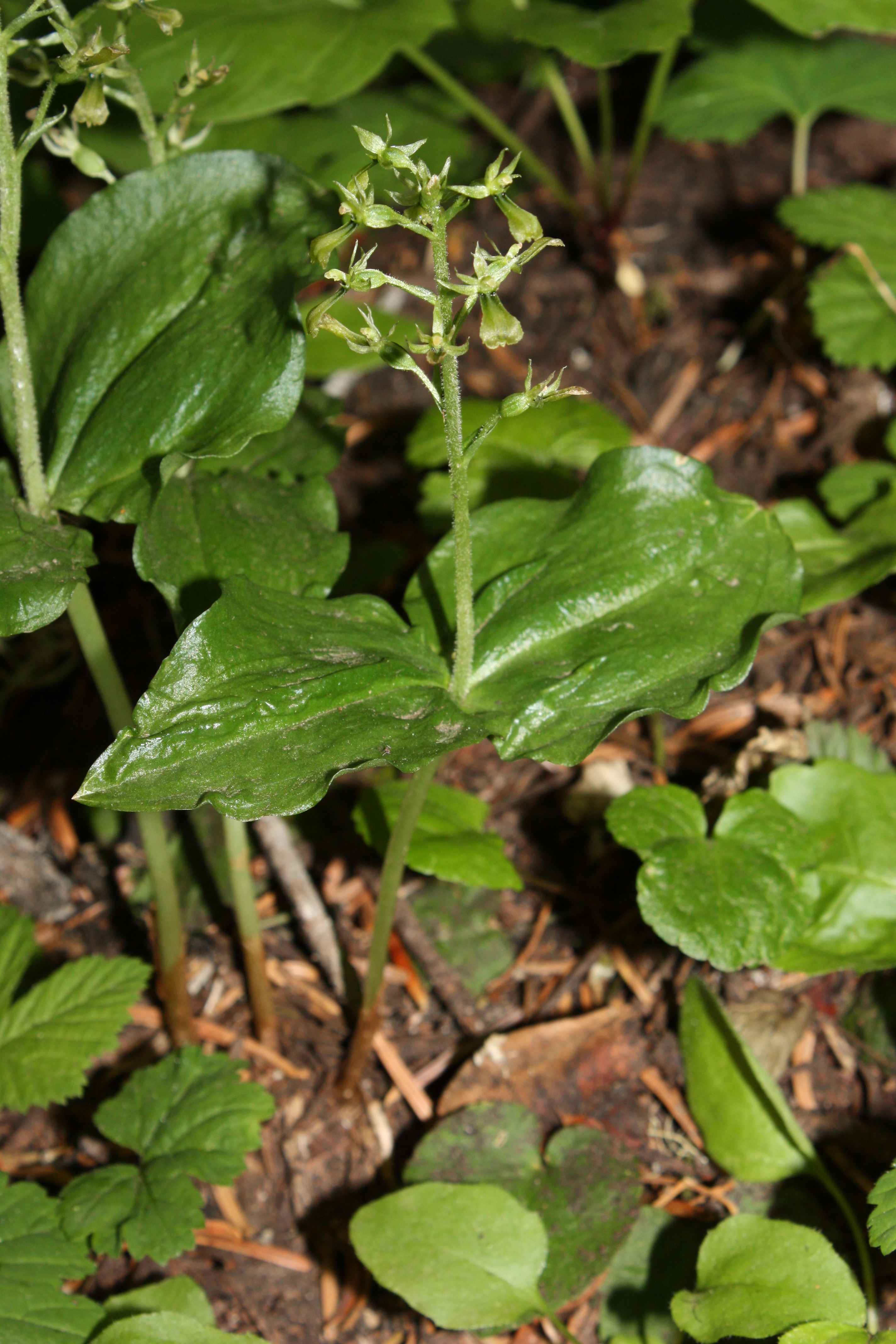